# Domus du Lion
La Domus du Lion (en italien : Domus e mosaico del Leone) est une ancienne domus patricienne romaine contenant des mosaïques antiques, dont un panneau représentant un lion. Découvert par Francesco Savini en 1891 lors de la rénovation d'un bâtiment au sous-sol du Palazzo Savini à Teramo, province de Teramo dans la région des Abruzzes,.
Comptant parmi les emblèmes de l'histoire archéologique de Teramo, la Mosaïque du Lion peut être datée du Ier siècle av. J.-C., tout comme celles, de facture similaire, trouvées à Pompéi et dans la Villa d'Hadrien à Tivoli. Elle a été universellement reconnue comme l'un des plus beaux exemples de l'art de la mosaïque.

## Description
L'ancienne domus romaine a été construite sur le modèle des domus du IIe siècle av. J.-C.. Les locaux étaient situés le long de l'axe vestibule - atrium - tablinum. Il y avait aussi un péristyle (jardin à portiques), décoré de statues de marbre et d'autres éléments architecturaux et décoratifs.
L'entrée par le vestibule menait à l'atrium, qui avait un toit soutenu par quatre colonnes d'angle (péristasis). Seul le seuil de l'atrium reste pavé en opus signinum.  Ce type de revêtement de sol était courant dans la Rome antique dès le début du Ier siècle av. J.-C.  jusqu'à la période julio-claudienne.
Au centre de l'atrium se trouvent des fragments de l'impluvium, un grand bassin destiné à recueillir l'eau de pluie, utile à l'approvisionnement en eau. L'eau, par un canal souterrain, s'écoulait dans une citerne. Le bassin est pavé en opus spicatum, tout autour se trouve une marche en forme sur laquelle s'insèrent aux angles les bases attiques des colonnes cannelées, qui soutenaient le compluvium.

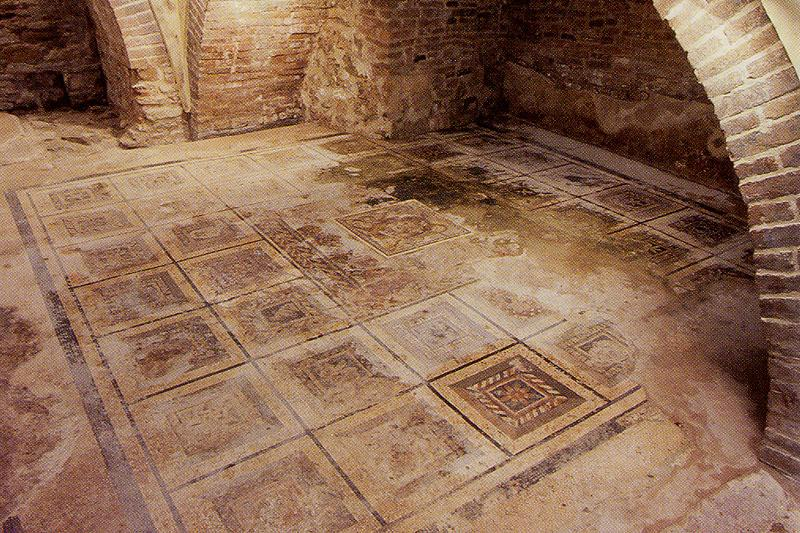
Le sol du Tablinum

Le seuil d'entrée du tablinum est en mosaïque, avec le motif du méandre prospectif avec des croix gammées et des carrés aux couleurs rougeâtre, blanc, noir, ocre, verdâtre (motif typiquement hellénistique). Il est pavé en opus tessellatum polychromes.  Au centre se trouve l'emblème représentant un lion combattant un serpent sur fond naturaliste, entouré d'un galon à double brin, de riches guirlandes gravitent autour du panneau du lion, retenu sur les quatre côtés par des masques de théâtre, et, plus loin, un motif tressé en calice.

## La mosaïque du Lion
La mosaïque a d'abord été posée sur un socle en marbre ou en terre cuite, puis fixée au sol. Le mosaïste a fait preuve d'une maîtrise en filigrane de la technique et d'un souci du détail (la longueur de la moustache, les pupilles rondes et l'iris des yeux du lion).
Lors de la composition de la mosaïque, seules deux couleurs ont été utilisées : l'orange et le turquoise avec leurs nombreuses nuances. Quatre rangées de carreaux aux motifs de roses, de marguerites et de couronnes de laurier sont disposées avec du ruban.
Au centre de toute la composition se trouve l’image d’un lion attaquant un serpent. Cette image a donné le nom à toute la domus. Autour de la scène de l'attaque se trouve un riche motif floral. L'impression de l'image est renforcée par l'effet de clair-obscur.